# Megophrys lini
Espèce
Synonymes
- Xenophrys lini Wang & Yang in Wang, Zhao, Yang, Zhou, Chen & Liu, 2014

Megophrys lini est une espèce d'amphibiens de la famille des Megophryidae.

## Répartition
Cette espèce est endémique de la république populaire de Chine. Elle se rencontre :
- dans la province du Hunan ;
- dans la province du Jiangxi dans le massif du Jinggang.

## Description
Les 20 spécimens adultes mâles observés lors de la description originale mesurent entre 34,1 mm et 39,7 mm de longueur standard et les 4 spécimens adultes femelles observés lors de la description originale mesurent entre 37,0 mm et 39,9 mm de longueur standard.

## Étymologie
Cette espèce est nommée en l'honneur de Ying Lin (1914–2003).

## Publication originale
- Wang, Zhao, Yang, Zhou, Chen & Liu, 2014 : Morphology, molecular genetics, and bioacoustics support two new sympatric Xenophrys toads (Amphibia: Anura: Megophryidae) in Southeast China. PLoS One, vol. 9, no 4, p. 1–15 (texte intégral).